# Zelenopolski (Krasnodar)
Zelenopolski (del ruso: Зеленопольский) es un posiólok del ókrug urbano de Krasnodar del krai de Krasnodar, en el sur de Rusia. Está situado en las tierras bajas de Kubán-Azov, al norte del embalse de Krasnodar del río Kubán, 18 km al nordeste de Krasnodar. Tenía 771 habitantes en 2010
Pertenece al municipio Páshkovski del distrito Karasunski del ókrug.

## Historia
Recibió su nombre actual en 1977

## Economía
En la localidad hay una granja ovina.

## Servicios
En la localidad hay un puesto de socorro y un parque infantil.